# Aira Yūki
Aira Yuhki (結城 アイラ Yūki Aira?) es una cantante, seiyū y compositora japonesa que graba etiquetas para la compañía con la que está firmada actualmente, Lantis, y pertenece a la agencia Space Craft Group; nació el 28 de agosto de 1981. Comenzó su carrera en 2007 y desde entonces ha cantado principalmente canciones que fueron utilizados para temas musicales en series anime. Ella ha lanzado nueve sencillos y lanzó su álbum debut Reflection el 2 de julio de 2008. Su segundo álbum Eternalize. fue lanzando el 9 de junio de 2010.

## Carrera

### 2007-2010
Aira Yuhki debutó con el lanzamiento de su primer sencillo el 25 de abril de 2007, "Colorless Wind", como el tema de apertura para el anime Sola. El sencillo llegó a entrar en las listas de Oricon once veces con el puesto 44 en el ranking. Su segundo sencillo fue lanzado el 8 de agosto de 2007 con la canción que lleva como título, "Zankoku yo Kibō to Nare" (残酷よ希望となれ?) siendo el segundo tema de apertura para el anime Idolmaster Xenoglossia. El sencillo se posicionó cuatro veces en el puesto 49 del ranking. Yuhki lanzó su tercer sencillo "Sekai no Namida" (セカイノナミダ?) el 6 de febrero de 2008 como el tema de cierre del anime True Tears. Al igual que su segundo sencillo "Sekai no Namida", estuvo cuatro veces en la lista Oricon con el puesto número 48 en el ranking. El 2 de julio de 2008, ella lanzó su primer álbum, Reflection. El álbum no entró a la tabla ni una vez, situándose en el puesto número 148.
No hubo más liberaciones por parte de ella hasta el 22 de abril de 2009 con su cuarto sencillo, "Blue sky, True Sky" siendo el primer tema de cierre de la adaptación anime Tears to Tiara. El sencillo entró dos veces en el ranking en la posición número 75. Yuhki más tarde se unió a otras 9 artistas femeninas de Lantis para actuar en el Lantis Presents: twilight listening party vol.6 el 25 de julio de 2009. "Weeping Alone", el segundo tema de cierre para Tears to Tiara fue lanzado el 26 de agosto de 2009. Se mantuvo una vez en el lugar número 135 en el ranking. Ella lanzó otro sencillo, "Dominant Space", el 10 de febrero de 2010 antes de lanzar su segundo álbum. La pista que le da el título al sencillo se utilizó como el segundo tema de cierre para la adaptación anime Tatakau Shisho: The Book of Bantorra. El sencillo solamente entró en las listas de Oricon una vez con el puesto número 193 en el ranking. Su segundo álbum Eternalize., fue lanzado el 9 de junio de 2010. El álbum alcanzó el puesto número 169 en el ranking.
Yuhki lanzó su séptimo sencillo "Lament (Yagate Yorokobi o)" (LAMENT〜やがて喜びを〜?) el 21 de julio de 2010. La pista del título fue utilizado como el primer tema de apertura para la adaptación anime Densetsu no Yūsha no Densetsu. El sencillo entró en las listas de Oricon cinco veces y alcanzó el puesto número 64. El sencillo fue "escogido" en Oricon en su editorial Anime Theme Songs/Summer de 2010. Ella también actuó en vivo en la primera ejecución del "Rock'N Lan Carnival" de Lantis junto con Sayaka Sasaki, Yōsei Teikoku y Hironobu Kageyama. Yuhki lanzó su octavo sencillo "Hoshi o Motomete" (星を求めて?  "Seeking for the Stars"), el 27 de octubre de 2010. La pista del título era el tema musical del OVA, Armored Trooper Votoms Case;Irvine.

### 2011-actualidad
En febrero de 2011, Yuhki actualmente está involucrada en una unidad llamada FairyStory con Yuuka Nanri. La unidad ya anunció un álbum que fue programado para ser lanzado en la primavera de 2011. La unidad estaba programada para actuar en el Anime Carnival de Chiba TV el 3 de abril de 2011. Debido al 2011 Tōhoku earthquake and tsunami, el evento y su aparición con Yuuka Nanri como FairyStory en el Anime Carnival de Chiba TV ha sido suspendido. Para ayudar a las víctimas, Yuhki también ha aparecido en un evento de caridad, "Ganbarou Nippon! Todoke Anison Tamashii" (頑張ろうNIPPON！届けアニソン魂?) para recaudar fondos para las víctimas del desastre. Ella ha sido programada para aparecer en la en vivo para la beneficencia con, "(Anime Song) Smile Anison de Dekiru koto o Shitai dake" ((AnimeSong)Smile　アニソンで　できることをしたいだけ?) para recaudar fondos y posteriormente ser enviados a la junta de educación de las escuelas primarias en la Prefectura de Miyagi, Prefectura de Iwate, Prefectura de Aomori y la Prefectura de Fukushima así como las escuelas primarias en la Prefectura de Niigata, Prefectura de Yamagata y la Prefectura de Gunma.
Ella interpretó el tema de cierre de los primeros dos episodios de Space Battleship Yamato 2199 titulado "Hoshi ga Towa o Terashiteiru" (星が永遠を照らしている?). El 17 de julio de 2012 en la difusión de NozaP・Matsunaga Maho no Live Dog!, ella anunció su anterior trabajo como FictionJunction Asuka, quien proporcionó las voces para "Everlasting Song", un tema de apertura utilizado en el anime Elemental Gelade. Antes de su debut como Aira Yuhki, ella estuvo firmada con Zazzy, un sello discográfico independiente de Being. Ella cantó cubiertas de jazz de canciones de Seiko Matsuda, Shikao Suga, Joni Mitchell, Carole King en iTunes Japan como "Asuka Katō" (かとうあすか Katō Asuka?). A finales de 2007, ella interpretó "Sweet Memories" e "It's Too Late", y fueron escogidas como las mejores canciones de la categoría jazz tanto para las canciones japonesas y como para las occidentales. Bajo Asuka Katō, ella había lanzado siete sencillos y un álbum.
Su noveno sencillo, "Kanashimi wa Dare no Negai demo Nai" (悲しみは誰の願いでもない?  "Sadness isn't Anyone's Desire") es uno de los dos temas de cierre para la segunda temporada de la serie anime Horizon in the Middle of Nowhere, y fue lanzando el 8 de agosto de 2012. El tercer álbum de Yuhki, For My Dear... fue lanzando el 21 de noviembre de 2012. En julio de 2013, se anunció que ella iba a interpretar el tema de apertura y el tema de cierre de Mobile Suit Gundam Age: Memory of Eden llamado "Mirai no Moyō" (未来の模様?). La canción fue lanzada más adelante fue lanzando en iTunes el 26 de julio de ese mismo año. Yuhki también interpretó el tema de cierre de la adaptación anime BlazBlue Alter Memory, llamado "Reincarnation Blue". Yuhki interpretará el tema de cierre de la serie anime de 2014, Broken Blade. La canción se titula "Itoshiki Aragai yo, Michibike Hikari e" (愛しき抗いよ、導け光へ?) y al igual que "Reincarnation Blue", ella también escribió la letra de la canción.
Para la serie de anime estrenada en enero de 2017 ACCA: 13-ku Kansatsu-ka, ha interpretado el ending Pale Moon ga Yureteru.

## Discografía

### Álbumes
| N.º | Año  | Información                                                               | Posición en el top Oricon |
| --- | ---- | ------------------------------------------------------------------------- | ------------------------- |
| 1   | 2008 | Reflection - Publicado: 2 de julio de 2008 - Formato: CD                  | 148                       |
| 2   | 2010 | Eternalize. - Publicado: 9 de junio de 2010 - Formato: CD                 | 169                       |
| 3   | 2012 | For My Dear... - Publicado: 21 de noviembre de 2012 - Formato: CD, CD+DVD | 219                       |

### Sencillos
| N.º | Año  | Canción | Posición en el top Oricon | Álbum          | Ventas |
| --- | ---- | --- | ------------------------- | -------------- | ------ |
| 1   | 2007 | "Colorless Wind"                                                                                                | 44                        | Reflection     |        |
| 2   | 2007 | "Zankoku yo Kibō to Nare" (残酷よ希望となれ?)                                                                   | 49                        | Reflection     |        |
| 3   | 2008 | "Sekai no Namida" (セカイノナミダ?)                                                                             | 48                        | Reflection     |        |
| 4   | 2009 | "Blue sky, True sky"                                                                                            | 75                        | Eternalize.    |        |
| 5   | 2009 | "Weeping Alone"                                                                                                 | 135                       | Eternalize.    |        |
| 6   | 2010 | "Dominant Space"                                                                                                | 193                       | Eternalize.    |        |
| 7   | 2010 | "Lament (Yagate Yorokobi o)" (LAMENT〜やがて喜びを〜?)                                                          | 64                        | For My Dear... |        |
| 8   | 2010 | "Hoshi o Motomete" (星を求めて? "Seeking for the Stars")                                                        | -                         | For My Dear... |        |
| 9   | 2012 | "-Side Sunset- Kanashimi wa Dare no Negai demo Nai" (悲しみは誰の願いでもない? "Sadness isn't Anyone's Desire") | 43                        | For My Dear... | 3.938  |
| 10  | 2013 | "Reincarnation Blue"                                                                                            | 130                       |                |        |
| 11  | 2014 | "Itoshiki Aragai yo, Michibike Hikari e" (愛しき抗いよ、導け光へ?)"                                             | 112                       |                |        |

### Lanzamiento sólo digital
| N.º | Año  | Información                                                    |
| --- | ---- | -------------------------------------------------------------- |
| 1   | 2013 | "Mirai no Moyō" (未来の模様?) - Publicado: 27 de julio de 2013 |

### Compilaciones
| N.º | Año  | Información                                                                                                 | Ventas |
| --- | ---- | --- | ------ |
| 1   | 2007 | Oratorio - Publicado: 8 de agosto de 2007                                                                   |        |
| 2   | 2008 | Metamorphoses - Publicado: 12 de marzo de 2008                                                              |        |
| 3   | 2008 | Tears for truth: True Tears Image Song Collection - Publicado: 16 de abril de 2008                          |        |
| 4   | 2008 | Shina Dark: Kuroki Tsuki no Ō to Sōheki no Himegimi Vocal Album - Publicado: 26 de noviembre de 2008        |        |
| 5   | 2009 | Brilliant World - Publicado: 7 de enero de 2009                                                             |        |
| 6   | 2009 | Tears to Tiara Prologue Sound Track "origo cunctarum rerum" - Publicado: 4 de marzo de 2009                 |        |
| 7   | 2009 | Sora o Miageru Shōjo no Hitomi ni Utsuru Sekai Inspired Album - Publicado: 25 de marzo de 2009              |        |
| 8   | 2009 | Gundam Tribute from Lantis - Publicado: 9 de diciembre de 2009                                              | 7.224  |
| 9   | 2010 | Densetsu no Yūsha no Densetsu no Radio Omatome'ban 1 - Publicado: 22 de septiembre de 2010                  |        |
| 10  | 2010 | Mojūtsukai to Ōji-sama Character Song Album - Publicado: 20 de octubre de 2010                              |        |
| 11  | 2010 | Aijō Kakyoku - Publicado: 27 de octubre de 2010                                                             |        |
| 12  | 2010 | Fortissimo Songs - Publicado: 27 de octubre de 2010                                                         |        |
| 13  | 2011 | Mojūtsukai to Ōji-sama & Mojūtsukai to Ōji-sama: Snow Bride Shudai Kashū - Publicado: 23 de febrero de 2011 |        |
| 14  | 2011 | Yunosagi Relations - Publicado: 8 de junio de 2011                                                          |        |
| 15  | 2011 | Memories: The Last Leaf - Publicado: 23 de noviembre de 2011                                                |        |
| 16  | 2012 | Hoshi ga Towa o Terashiteiru/Utsukushii Hoshi o Shiru Mono yo - Publicado: 27 de junio de 2012              |        |

## Apariciones

### Radio
- Yūka to Aira no Radio Hako'iri Hime (侑香とアイラのRadioはこいり姫?), Chou!A+G de Nippon Cultural Broadcast desde octubre de 2010[75] Coorganizado con Yuuka Nanri. El programa de radio terminó el 2 de abril de 2011 con un total de 26 episodios.
- Tokyo→Niigata Music Convoy, todos los jueves desde octubre de 2011. El programa de radio terminó el 28 de marzo de 2013.
- Aira to Chika no Okinimesu mama, todos los sábados desde el 6 de abril de 2013.

### Animación por televisión
- Toaru Majutsu no Index II - Amakusa Girl (episodio 14)

### Videojuegos
- Atelier Meruru: Alchemist of Arland 3 - Hom[76]

### Drama CDs
- Anikoi: anime mitaina koi shitai - Female student[77]
- Vomic - Katekyō Hitman Reborn! - Adelheid Suzuki
- Strobe Edge - Tamaki[77]

### Miscelánea
- Sister Quest II - Sereia[78]
- Sengoku Otome 2 - Saito Murasame
- Sengoku Otome 3 - Hoozuki